# Walendu Bindi
Pour les articles homonymes, voir Bindi (homonymie).
Walendu Bindi est une collectivité (et ancienne chefferie) de République démocratique du Congo située dans le territoire d'Irumu, dans la province de l'Ituri. Son chef-lieu est Gety. Cette entité administrative décentralisée aujourd'hui a été créée sous l'autorité de l'administration belge en 1947 après le mouvement migratoire de la population d'Afrique subsaharienne. 
Les Walendu Bindi (appelés également Ngiti, Lendu-Bindi ou Lendu sud) forment également l'une des communautés Lendu de la République démocratique du Congo, vivant au sud de la ville de Bunia.

## Histoire
Les Walendu Bindi sont des agriculteurs d'origine soudanaise qui se sont établis dans le district de l'Ituri de la Province orientale en territoire d'Irumu, sur le sol de l'entité administrative de la chefferie des Walendu Bindi. Ce peuple est classé dans la famille des peuples soudanais du groupe Lendu. Ces derniers seraient venus du Soudan central lors de la migration des peuples soudanais et nilotiques vers le XVIIe siècle.
Fortement affectée par les suites du conflit d'Ituri, la collectivité de Walendu Bindi compte à l'automne 2013 plusieurs dizaines de milliers de déplacés,,.